# Domosclerus cylindraceus
Domosclerus cylindraceus är en mossdjursart som först beskrevs av Harmer 1957.  Domosclerus cylindraceus ingår i släktet Domosclerus och familjen Bifaxariidae. Inga underarter finns listade i Catalogue of Life.